# Sallianense
Sallianense è un antico insediamento rurale (vicus) scoperto nel 2005 da archeologi dell'Università Cattolica del Sacro Cuore di Milano presso il comune di Trezzo sull'Adda. Dopo tre campagne di scavi sono state individuate le fondazioni di due edifici di culto e il cimitero annesso.

## Storia
L'insediamento fu probabilmente abitato dal V-VI secolo fino al XVI secolo quando furono demoliti i ruderi della chiesa di San Michele ormai in rovina.

### Etimologia
Il nome Sallianense presenta una desinenza romana e una radice probabilmente preromana. Nel corso dei secoli il nome fu storpiato diventando Salianense, Sanginese, Sanginesio, Sinesio, Ginesio, Ginese e infine Cinese. Nel catasto di Carlo VI esiste un appezzamento denominato Cinesi vicino a un piccolo bosco e ancora adesso a Trezzo è rimasta le memoria tra gli anziani dell'esistenza del "campo dei cinesi".

## Gli scavi
A causa dei lavori agricoli e di livellatura per la messa a coltura dei terreni, si sono persi gli strati superiori del sito. Si sono conservate, invece, le fondazioni degli edifici alle quote più basse ma non eventuali reperti posti a quote più alte. Similmente, sono state rinvenute le tombe poste a maggiore profondità mentre non si sono conservate quelle costruite subito al di sotto del piano di calpestìo.
L'edificio maggiore finora ritrovato, orientato verso est, è stato datato precedentemente al XIII secolo ed è stato attribuito alla chiesa di S. Michele.
Nel cimitero attiguo, tra l'abside della chiesa di S. Michele e un altro edificio di culto, sono stati rinvenuti i resti di circa novanta sepolture disposte in varie direzioni. Esse sono state datate con il metodo del carbonio-14 tra il XIII secolo e il XIV secolo. Il sepolcreto è suddiviso in zone: una a nord, tra i due edifici, dove le salme sono state inumate nella nuda terra; un'altra zona più meridionale, a ridosso dell'abside della chiesa di S. Michele, dove le salme sono state inumate in tombe fatte di laterizi, ciottoli e ceppo dell'Adda.
Indagini antropologiche hanno determinato che gli inumati erano persone dedite a lavori pesanti come quelli agricoli, inoltre hanno determinato una notevole consanguineità tra i membri della comunità. Due tombe femminili presentavano al loro interno una chiave di ferro all'altezza del bacino, mentre in altri due casi presentavano al dito una fascia anulare di bronzo.
Il secondo edificio è anch'esso precedente al XIII secolo ma è orientato a nord ed è un metro più in basso rispetto alla chiesa di S. Michele. Presenta una tecnica costruttiva più primitiva: i resti delle fondazioni sono costituiti da ciottoli legati da una malta primitiva. Sono state rinvenute solo le fondazioni dell'edificio a ridosso del cimitero perché il resto è andato distrutto probabilmente negli anni settanta a causa di lavori di scavo.
In un saggio a nord-ovest del sito indagato sono stati trovati diversi frammenti di ceramica romana tardo-antica del V-VI secolo.
Sono stati ritrovate anche una moneta del III secolo e una selce lavorata neolitica.

## Collegamenti
- Carta venditionis 12 novembre 1177, Milano - fideiussore Sassius da Sallianense, su cdlm.unipv.it. URL consultato il 19 ottobre 2011 (archiviato dall'url originale il 1º aprile 2016).